# 2. батаљон везе ВРС
2. батаљон везе је био једна од јединица 2. крајишког корпуса Војске Републике Српске. Батаљон је основан 2. јуна 1992, са седиштем у селу Бастаси код Дрвара.

## Састав и наоружање
Батаљон везе основан је 2. јуна 1992, преформирањем 70. батаљона везе 9. книнског корпуса ЈНА, као и материјално-техничким средствима из 332. пука везе ЈНА из Сиња. Батаљон је попуњаван војним обвезницима са територије општине Дрвар.
Састав батаљона чиниле су: команда, чета везе за командно место, вод за стационарна чворишта везе са одељењима на Клековачи и Виторогу и позадински вод.

## Ратни пут
Током рата у Босни батаљон везе је пратио команду 2. крајишког корпуса и обезбеђивао функционисање везе са потчињеним јединицама у свим условима. Током зиме 1994/95, батаљон је био ангажован на обезбеђењу линије на Пљешевици и Голији.

## Послератни пут
По завршетку рата, у марту 1996, у оквиру реорганизације Војске РС, батаљон је расформиран. Део људства је демобилисан, а део људства и материјално-техничка средства ушли су у састав 11. батаљона везе Првог корпуса.